# アサートン・トッド反応
アサートン・トッド反応（アサートン・トッドはんのう、英語: Atherton–Todd reaction）は、有機化学における人名反応の1つである。イギリスの化学者F・R・アサートンとH・T・オープンショー、アレクサンダー・R・トッドらによってホスホン酸ジアルキルエステルをクロロリン酸ジアルキルに変換する方法として1945年に初めて報告された。しかし、形成されるクロロリン酸ジアルキルは単離するにはしばしば反応性が高すぎる。この理由のため、リン酸エステルまたはホスホロアミダイトの合成はアルコールまたはアミンの存在下でのアサートン・トッド反応により行うことができる。以下の反応式は一例としてホスホン酸ジメチルを試薬として使ったアサートン・トッド反応の概要である。
本反応は、四塩化炭素と塩基を加えた後に起こる。この塩基は大抵は一級、二級、または三級アミンである。メチル基の代わりに、アルキル基またはベンジル基も存在できる。

## 反応機構
アサートン・トッド反応の推定反応機構をホスホン酸ジメチルの例について以下に示す。
まず、三級アミンがホスホン酸ジメチルのメチル基を切断するために使われる。中間体1はこの反応段階で生じる。
次に、中間体1が出発物質のホスホン酸ジメチルを脱プロトン化し、中間体2aと中間体2bが形成される。中間体1は次に中間体2aから再生する。
最後に、中間体2bが四塩化炭素によって塩素化され、クロロリン酸ジメチル3が生成する。

## その後の反応
クロロリン酸ジメチルの合成後、以下の反応式によってさらなる反応（例えば、アニリンのような一級アミンとの反応）が可能である。

## 関連反応
アサートン・トッド反応はアッペル反応と関連がある。アッペル反応では、塩素化のために四塩化炭素が同様に使われる。